# Il ranch della Giumenta perduta
Il ranch della Giumenta perduta è un romanzo di Georges Simenon, titolo originale La Jument perdue, pubblicato da Presses de la Cité nel 1948, e in traduzione italiana di Alessandra Berello dalla Adelphi di Milano nel 2010.
Nel 1945 l'autore aveva 42 anni. In qualche modo è costretto a lasciare la Francia per allontanarsi dalle pesanti accuse di collaborazionismo con i nazisti. Accuse che si riveleranno, anni dopo, infondate (con qualche dubbio sul fratello che lo scrittore aiutò). Meta del volontario esilio sono gli Stati Uniti. Simenon non sa una parola d'inglese. Assume come segretaria bilingue una giovane canadese, la venticinquenne Denyse Ouimet, che poi diventerà la sua seconda moglie e da cui avrà tre figli: John, Marie-Jo e Pierre. Simenon tornerà in Europa negli anni cinquanta.
È durante il soggiorno americano che scrive, dal 7 al 16 ottobre 1947, il romanzo Il ranch della Giumenta perduta, ispirato chiaramente a quella che era stata la mitica epopea della conquista del west, anche se lo sguardo narrativo è fondamentalmente psicologico e descrittivo dei comportamenti umani, come è caratteristico del suo stile.

## Trama
Il romanzo è ambientato nel 1947 in Arizona, in uno dei territori del mitico west. Il protagonista è John Evans, da sempre chiamato Curly John per via dei ricci biondi. John compie sessantotto anni. Non si è mai sposato e vive con sua sorella Mathilda nella fattoria chiamata "Giumenta perduta". Lo strano nome era stato dato poiché, da poco giunti nel west più di quarant'anni prima, Mathilda era tornata a piedi al ranch dopo essere caduta da cavallo e la giumenta scappata non era stata più ritrovata. Nella suo periodo di maggior espansione, il ranch, non molto lontano da Tucson, contava migliaia di capi di bestiame, ora non ne erano rimasti che una cinquantina.
Agli inizi del secolo John non era arrivato da solo dal lontano Connecticut, con lui c'era anche un altro giovane nato lo stesso giorno di John, Andy Spencer. John e Andy erano più che fratelli. Dopo aver fatto i minatori, erano riusciti a comperare due appezzamenti contigui che gestivano come un'unica proprietà. Ma, ora, in seguito a oscure vicende, il vecchio Curly, non voleva nemmeno più pronunciare il nome dell'ex compagno, tanto che l'altro era diventato, tout court, l'innominabile.
Nel 1910 le loro strade si erano improvvisamente separate. A determinare la rottura era stata la convinzione di John che Andy avesse responsabilità di un grave fatto di cui era stato una potenziale vittima. Il romanzo è la ricostruzione di quell'antico fatto, dei motivi e delle cause che avevano provocato la rottura di una forte amicizia e dei fraintendmenti che una interpretazione unilaterale degli avvenimenti può provocare.
La sera del 15 agosto 1909 un sicario attendeva John sulla via di ritorno al ranch. Curly era stato più veloce ed era riuscito a uccidere il killer. Benché John avesse detto solamente ad Andy che avrebbe fatto quella strada, al momento non aveva dato importanza al dettaglio. Un anno dopo l'agguato, Andy gli aveva chiesto di riavere la sua parte di proprietà perché aveva intenzione di sposarsi con Rosita, una delle due figlie del più ricco possidente di Tucson, tale Mike O'Hara, un commerciante senza scrupoli. Anche a John piaceva Rosita ma non aveva mai avuto il coraggio di dichiararsi, e perciò si era fatto da parte.
Poco dopo la divisione, nella proprietà di Andy venne scoperto, come per caso, un ricco giacimento di rame che farà la fortuna dell'amico tanto da farlo diventare il numero uno della città.
John comincia a riflettere sulla catena dei fatti e giunge alla conclusione che l'amico, sapendo del giacimento, aveva incaricato un sicario per entrare in possesso di tutto l'appezzamento. Da allora John non aveva voluto sapere più nulla di Andy e aveva rifiutato qualsiasi gesto riconciliativo dell'altro. Un fatto curioso però rimette in forse la sua rancorosa certezza.
John era rimasto molto amico della sorella di Rosita, Peggy, la quale pure era in disaccordi con il cognato. Il giorno del suo compleanno, Curly accompagna Peggy a un'asta e lo convince ad acquistare per pochi dollari un baule sigillato appartenuto a un certo Ronald Pelphs. John lo ricordava come un inglese scialbo che, all'epoca eroica del west, faceva il geologo per il gruppo minerario che si era installato nella regione.
Imprevedibilità della casualità: nel baule di Phelps, John trova una lettera sbiadita dal tempo con molte parole illeggibili, ma dal contenuto inequivocabile. La missiva, tra altre cose, informava il destinatario che un certo H o A o B, non si leggeva bene, aveva contattato Romero, un sicario, per fare una certa cosa prevista per il giorno 15. Inoltre, era scritto che se il destinatario lo riteneva opportuno, lo scrivente poteva anche avvisare CJ cioè lui, Curly John, dell'attentato. La lettera era firmata LH. John ipotizza che le lettere si riferiscano a Little Harry, il proprietario del casinò di Tucson.
Questa lettera induce John a iniziare la difficile ricerca dei pochi superstiti che potrebbero aiutarlo a dare conferma alle sue supposizioni e allo scritto. La lettera indefinita sarebbe una A, la A di Andy il quale avrebbe pagato Romero per assassinarlo. Ma cosa c'entrava Phelps e perché Harry doveva informarlo? Ogni nuova informazione che Curly riesce con fatica a racimolare, lo getta in un'altalenante e contraddittoria rissa di supposizioni, compresa la strana e fredda reazione che ha Peggy dopo aver letto la lettera.
Mentre John percorre la regione in cerca dei pezzi per ricomporre il puzzle che lo ha visto tassello di un disegno più grande, Andy viene improvvisamente coinvolto in una grave crisi finanziaria che rischia di farne crollare l'impero e, nello stesso tempo, mandare in rovina i numerosi cittadini di Tucson che avevano investito nelle sue imprese. Andy diventa introvabile, molti pensano sia scappato in Messico, mentre invece è diretto al nord dove intende testimoniare davanti a una commissione del Senato, la quale sta indagando sui politici con i quali lui era in società.
Sarà finalmente un ex-cowboy sovrintentende del ranch, messo alle strette da un John deciso anche a uccidere, a confessargli la verità e a rivelare tutti i complicati retroscena. John viene così a sapere che il vero scopritore del filone era stato proprio lui, il sovrintendente, e che aveva chiesto al geologo Phelps di dare un suo parere. L'intenzione era di acquistare quel terreno per poco, dato che Andy era sommerso da debiti di gioco. Andy nell'attentato non c'entrava nulla, anzi l'amico era stato manovrato sia da Phelbs che dal suocero, Mike O'Hara, il vero destinatario della lettera, il quale però non l'aveva ricevuta in tempo per avvertire, se mai lo avesse voluto, lui, Curly. Il vecchio O'Hara aveva acconsentito al matrimonio della figlia solo in vista dello sfruttamento del giacimento di cui Andy, all'oscuro di tutto, sarebbe diventato proprietario. La lettera era poi finita del baule di Phelps, vero manovratore di tutta la faccenda e mandante del sicario. L'autore, Little Harry, infatti, non era altri che un prestanome del geologo, proprietario effettivo del casinò di Tucson. A John, restava una sola cosa da fare: con il suo Stenson immacolato sale a bordo di un aereo per raggiungere il vecchio amico e riabbracciarlo.

## Edizione italiana
- Georges Simenon, Il ranch della Giumenta perduta, traduzione di Alessandra Berello, collana "Biblioteca Adelphi" n° 553, Adelphi, 2010,  p. 191, ISBN 978-88-459-2457-6.